# Chânes
Chânes ist eine französische Gemeinde mit 529 Einwohnern (Stand: 1. Januar 2022) im Département Saône-et-Loire in der Region Bourgogne-Franche-Comté. Die Gemeinde gehört zum Arrondissement Mâcon und zum Kantons La Chapelle-de-Guinchay.

## Geografie
Chânes liegt in der Landschaft Beaujolais, im Weinbaugebiet Bourgogne; hier wird aus den Trauben vor allem der Crémant de Bourgogne, der Bourgogne Aligoté, der Bourgogne Passetoutgrain und der Bourgogne Grand Ordinaire produziert.
Umgeben wird Chânes von den Nachbargemeinden Chaintré im Norden und Nordosten, Crêches-sur-Saône im Osten, La Chapelle-de-Guinchay im Süden, Saint-Amour-Bellevue im Westen und Südwesten, Saint-Vérand im Westen und Nordwesten sowie Leynes im Nordwesten.

## Bevölkerungsentwicklung
| Jahr                      | 1962 | 1968 | 1975 | 1982 | 1990 | 1999 | 2006 | 2013 |
| ------------------------- | ---- | ---- | ---- | ---- | ---- | ---- | ---- | ---- |
| Einwohner                 | 293  | 270  | 287  | 502  | 530  | 510  | 523  | 586  |
| Quelle: Cassini und INSEE |      |      |      |      |      |      |      |      |

## Sehenswürdigkeiten

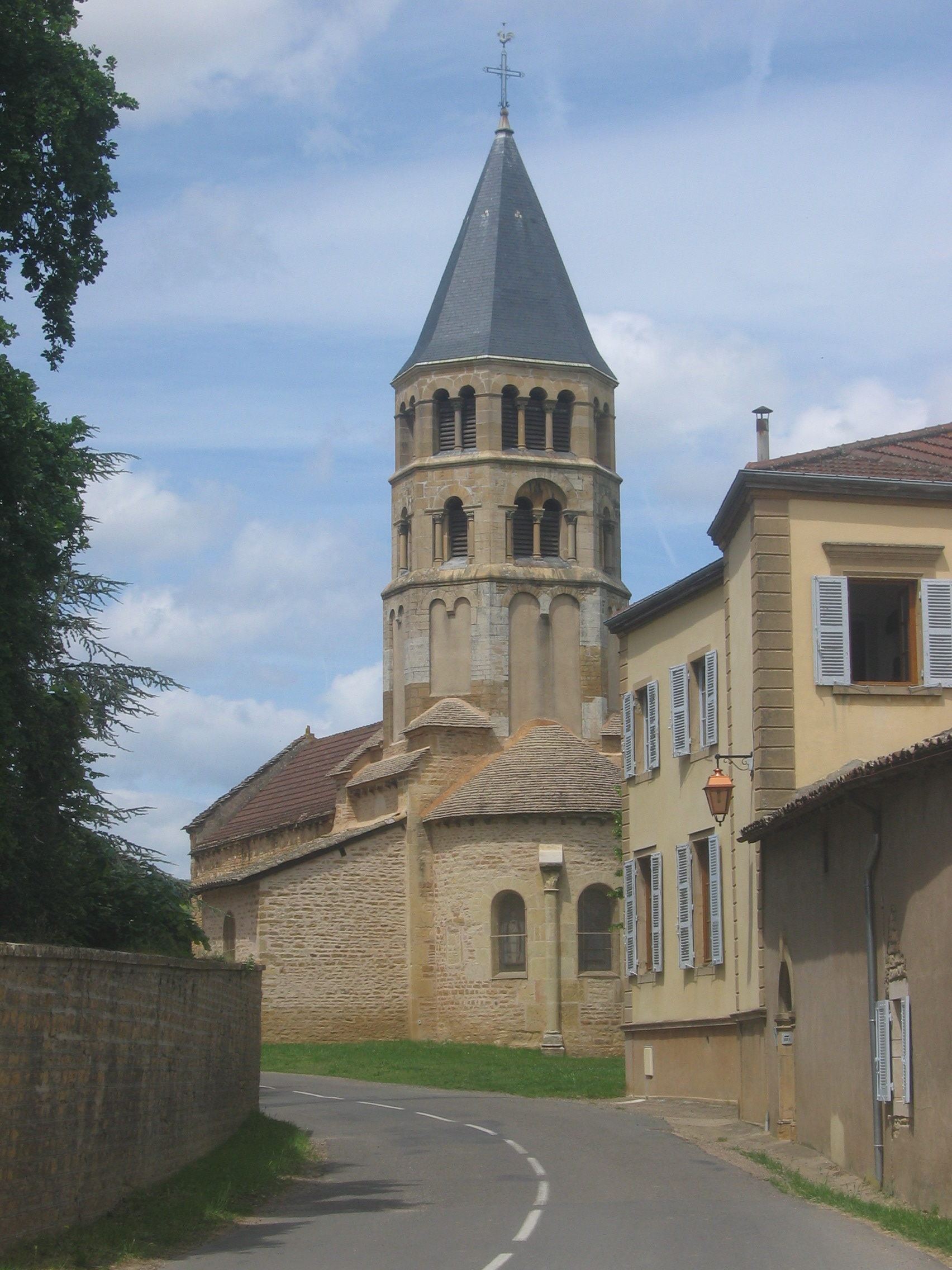
Kirche Saint-Pierre-et-Saint-Paul

- Kirche Saint-Pierre-et-Saint-Paul
- Burg aus dem 10. Jahrhundert